# Libytheana kirtlandi
Libytheana kirtlandi är en fjärilsart som beskrevs av William D. Field 1938. Libytheana kirtlandi ingår i släktet Libytheana och familjen praktfjärilar. Inga underarter finns listade i Catalogue of Life.